# Elizabeth Seal
Elizabeth Anne Seal (née le 28 août 1933 à Gênes, Italie) est une actrice britannique,. En 1961, elle remporte le Tony Award de la meilleure actrice dans une comédie musicale pour sa performance dans le rôle titre d'Irma la Douce.

## Biographie
Elizabeth Seal fait ses débuts professionnels en tant que danseuse, à l'âge de 17 ans, dans la comédie musicale Gay's the Word (1951) d'Ivor Novello au Saville Theatre. Elle apparait dans The Glorious Days (1953) avec Anna Neagle et la revue Cockles and Champagne (1954).
Seal est ensuite devenu célèbre en tant que «Gladys» dans le transfert West End de The Pajama Game par Richard Adler et Jerry Ross au London Coliseum en 1955. Elle fait ses débuts au cinéma aux côtés de John Mills, Alec McCowen et Charles Coburn dans Town on Trial (1957), jouant le rôle de Fiona.
Elle fait ses débuts au théâtre lorsque Peter Hall l'a choisie pour jouer le rôle d'Esmeralda dans la pièce Camino Real de Tennessee Williams, aux côtés de Denholm Elliott, Diana Wynyard et Harry Andrews. Seal a alors repris le rôle de Lola dans Damn Yankees au London Coliseum. Elle participe au film Cone of Silence (1960) avec George Sanders, Bernard Lee et Michael Craig.
Après avoir vu la performance de Seal dans Damn Yankees, l'impresario Hugh 'Binkie' Beaumont a voulu mettre en vedette Seal ce qu'il a fait dans la comédie musicale française Irma La Douce de Marguerite Monnot. Le spectacle a été mis en scène à Londres par Peter Brook et Seal a joué le rôle-titre au Lyric Theatre. Seal est resté dans ce spectacle pendant deux ans. Elle a remporté le Tony Award 1961 de la meilleure actrice dans une comédie musicale.
Après quelques autres spectacles américains, dont A Shot In The Dark, Exiles de James Joyce, Seal a quitté la scène pendant plusieurs années pour élever sa famille.
Elle revient à Londres en 1969 pour apparaître dans la production de Cat Among The Pigeons réalisé par Jacques Charron de la Comédie-Française. Une reprise de la comédie musicale Salad Days de Julian Slade et Dorothy Reynolds au Duke of York's Theatre a suivi, et Seal a ensuite repris le rôle de Roxie Hart dans Chicago: A Musical Vaudeville (connu aujourd'hui sous le nom Chicago The Musical), aux côtés de Jenny Logan (qui a joué Velma Kelly) en 1979,. Elle est revenue une fois de plus à la scène de Broadway en 1983 face à Cicely Tyson dans la renaissance de The Corn Is Green mis en scène par son ex beau-frère, Vivian Matalon.
Pour consacrer plus de temps à sa vie privée, Seal s'est tourné vers l'enseignement. Elle a conçu et chorégraphié des spectacles pour la Guildford School of Acting et la Central School of Speech and Drama, et a chorégraphié La traviata pour l'Opéra national du pays de Galles. Pendant ce temps, elle a également terminé sa maîtrise.
Après la mort de son mari Michael Ward, elle est revenue sur scène dans Gay's the Word d'Ivor Novello au Finborough Theatre et est restée avec le spectacle pour son transfert au Jermyn Street Theatre en 2013.
Elle poursuit un programme actif en tant qu'archiviste du domaine photographique et de la bibliothèque Michael Ward.

## Vie privée
Seal a été marié trois fois. Son premier mari était le rédacteur publicitaire Peter Townsend, le second était l'acteur, chanteur, écrivain et réalisateur Zack Matalon, avec qui elle a eu trois enfants. Leur fils aîné Adam Matalon, basé à Los Angeles, est un showrunner / créateur qui écrit, met en scène et produit pour la télévision ; L'écrivaine, poètesse et auteure-compositrice Sarah Matalon-Levy vit à Paris ; leur plus jeune fils, Noah Matalon, vit et travaille à New York en tant que consultant en projets d'immobilisations et en développement immobilier.
Elle épouse le photographe / ancien acteur Michael Ward en 1976 et est la belle-mère de ses deux filles Sam Ward et Tasha Clavel. Depuis la mort de Ward en 2011, Seal a fait la promotion de son travail pour des expositions et des publications.

## Filmographie sélective
- 1954 : Radio Cab Murder
- 1957 : Town on Trial
- 1960 : Cone of Silence
- 1972 : Vampire Circus
- 1989 : Mack the Knife
- 2003 : Lara Croft : Tomb Raider, le berceau de la vie